# آب‌انبار مجدالعلماء
آب‌انبار مجد العلماء مربوط به دوره قاجار است و در اردکان، محله چرخاب، ابتدای کوچه مجد (خاتمی)، آب‌انبار مجد العلماء واقع شده و این اثر در تاریخ ۱۲ دی ۱۳۸۶ با شمارهٔ ثبت ۲۰۴۶۵ به‌عنوان یکی از آثار ملی ایران به ثبت رسیده است.